# Збірна Гваделупи з футболу
Збі́рна Гваделу́пи з футбо́лу - збірна команда Гваделупи. Ніяк не котується в міжнародному футболі. Ба більше, ФІФА навіть не визнає федерацію цього острова, тому що колишня колонія Франції тепер вважається провінцією цієї країни.

## Золотий кубок КОНКАКАФ
- 1991, 1993, 1996 — не пройшла кваліфікацію
- 1998 — не брала участі
- 2000–2005 — не пройшла кваліфікацію
- 2007 — 1/2 фіналу
- 2009 — 1/4 фіналу
- 2011 — груповий етап
- 2013–2019 — не пройшла кваліфікацію
- 2021–2025 — груповий етап

## Кубок Карибських островів
- 1989 — 1-й раунд
- 1991 — не пройшла кваліфікацію
- 1992 — 1-й раунд
- 1993 — не пройшла кваліфікацію
- 1994 — 3-е місце
- 1995 — не пройшла кваліфікацію
- 1996, 1997 — не брала участі
- 1998 — не пройшла кваліфікацію
- 1999 — 1-й раунд
- 2001, 2005 — не пройшла кваліфікацію
- 2007 — 1/2 фіналу
- 2008 — 3-е місце
- 2010 — 2-е місце
- 2012, 2014 та 2017 — не пройшла кваліфікацію